# Aldo Olivieri
Aldo Olivieri (2. oktober 1910 - 5. april 2001) var en italiensk fodboldspiller (målmand) og -træner.
Olivieri blev verdensmester med Italiens landshold ved EM 1938 i Frankrig, og spillede samtlige italienernes fire kampe i turneringen, herunder finalesejren over Ungarn. Han nåede i alt at spille 24 landskampe.
På klubplan spillede Olivieri hele sin karriere i hjemlandet og repræsenterede blandt andet Verona, Brescia og Torino.